# 쓰나미정보
쓰나미정보(일본어: 津波情報 쓰나미조호[*])는 일본 기상청이 쓰나미경보 및 쓰나미주의보를 발표한 경우에 그 정보를 보완하기 위해 발표되는 추가정보이다.

## 발표 정보
쓰나미정보에서 발표되는 정보는 크게 "쓰나미 도달 예상 시각 및 예상 쓰나미 높이에 대한 정보", "각지의 만조 시간 및 쓰나미 예상 도달 시간에 관한 정보", "쓰나미 관측에 대한 정보", "해상 쓰나미 관측에 대한 정보" 4가지이다.
- 쓰나미 도달 예상 시각 및 예상 쓰나미 높이에 대한 정보: 각 쓰나미 예보 구역의 쓰나미 예상 도달 시각과 그 때 예상되는 쓰나미 높이(발표 기준은 쓰나미경보의 높이 발표 기준과 동일)로 발표한다.
- 각지의 만조 시간 및 쓰나미 예상 도달 시간에 관한 정보: 주요 지점의 만조 시간과 쓰나미 예상 도달 시각을 발표한다.
- 쓰나미 관측에 대한 정보: 해안에서 관측한 쓰나미 높이를 발표한다.
- 해상 쓰나미 관측에 대한 정보: 해상에서 관측한 쓰나미 도달 시각과 그 높이, 그리고 해상에서 관측한 값을 통해 추정한 해안에서의 쓰나미 도달 시각과 그 높이를 발표한다.

### 쓰나미 관측에 대한 정보
연안에서 쓰나미가 관측되면 그 파도의 도달 시각과 그 때 해일의 방향이 육지 쪽으로 미는 방향(押し)인지 바다로 당기는 방향(引き)인지, 그 시점까지 관측된 최대 해일의 관측 시간과 높이를 발표한다. 쓰나미는 반복적으로 발생하며, 나중에 오는 파도가 더 높아질 수 있기 때문에 관측된 쓰나미가 작다고 해서 피난하지 않거나 무시할 경우 위험하다. 그러므로 일본 기상청은 최대 높이 관측치 자료를 대쓰나미경보 또는 쓰나미경보가 발표 중인 쓰나미 예보 구역에서 관측된 쓰나미 높이가 낮은 동안에는 수치가 아닌 '관측 중'(観測中)이라는 말로 발표하여 아직 쓰나미가 도달 중임을 알린다.
| 경보 기준            | 관측된 높이 | 발표 높이                                                             |
| -------------------- | ----------- | --------------------------------------------------------------------- |
| 대쓰나미경보 발표 중 | 1 m 초과    | 관측치 그대로 발표                                                    |
| 대쓰나미경보 발표 중 | 1 m 이하    | "관측 중"이라고 발표                                                  |
| 쓰나미경보 발표 중   | 0.2 m 초과  | 관측치 그대로 발표                                                    |
| 쓰나미경보 발표 중   | 0.2 m 이하  | "관측 중"이라고 발표                                                  |
| 쓰나미주의보 발표 중 | (모든 경우) | 관측치 그대로 발표 (쓰나미 높이가 매우 작은 경우 미약(微弱)으로 표기) |

### 해상 쓰나미 관측에 대한 정보
해역 해상에서 관측된 지진해일 파랑의 관측시간과 그 때 해일의 방향이 육지 쪽으로 미는 방향(押し)인지 바다로 당기는 방향(引き)인지, 그 시점까지 관측된 최대 해일의 관측시간과 높이를 관측지점별로 발표한다. 또한 이렇게 해상에 관측한 수치를 바탕으로 추정된 해안가 연안에서의 추정치를 쓰나미 예보 구역 단위로 발표한다.
최대 높이 관측치 자료는 위에서의 해안가 쓰나미 관측에 대한 정보와 마찬가지로 피난 행동에 미치는 영향을 고려하여 일정 기준을 충족할 때까지 수치를 발표하지 않는다. 대쓰나미경보 또는 쓰나미경보가 발표 중인 쓰나미 예보 구역에서 관측된 쓰나미 높이가 낮은 동안에는 수치가 아닌 '관측 중'(観測中, 해상 관측치) 혹은 '추정 중'(推定中, 연안 추정치)이라는 말로 발표하여 아직 쓰나미가 도달 중임을 알린다.
| 경보 기준            | 관측된 높이 | 발표 높이                                                   |
| -------------------- | ----------- | ----------------------------------------------------------- |
| 대쓰나미경보 발표 중 | 3 m 초과    | 해상 관측치 및 연안 추정치 모두 그대로 발표                 |
| 대쓰나미경보 발표 중 | 3 m 이하    | 해상 관측치는 "관측 중", 연안 추정치는 "추정 중"이라고 발표 |
| 쓰나미경보 발표 중   | 1 m 초과    | 해상 관측치 및 연안 추정치 모두 그대로 발표                 |
| 쓰나미경보 발표 중   | 1 m 이하    | 해상 관측치는 "관측 중", 연안 추정치는 "추정 중"이라고 발표 |
| 쓰나미주의보 발표 중 | (모든 경우) | 해상 관측치 및 연안 추정치 모두 그대로 발표                 |

## 같이 보기
- 지진해일
- 쓰나미경보
- 쓰나미주의보
- 지진